# Leptychaster stellatus
Leptychaster stellatus är en sjöstjärneart som beskrevs av Rudolf Christian Ziesenhenne 1942. Leptychaster stellatus ingår i släktet Leptychaster och familjen kamsjöstjärnor.
Artens utbredningsområde är Californiaviken. Inga underarter finns listade i Catalogue of Life.